# 1551
| 1551               |
| ------------------ |
| Dødsfald - Fødsler |
|                    |

| Gregoriansk kalender | 1551 MDLI               |
| Ab urbe condita      | 2304                    |
| Armensk kalender     | 1000 ԹՎ Ռ               |
| Kinesiske kalender   | 4247 – 4248 庚戌 – 辛亥 |
| Etiopisk kalender    | 1543 – 1544             |
| Jødisk kalender      | 5311 – 5312             |
| Hindukalendere       |                         |
| - Vikram Samvat      | 1606 – 1607             |
| - Shaka Samvat       | 1473 – 1474             |
| - Kali Yuga          | 4652 – 4653             |
| Iransk kalender      | 929 – 930               |
| Islamisk kalender    | 958 – 959               |

Konge i Danmark: Christian 3. 1534-1559
Se også 1551 (tal)

## Født
- 19. september - Henrik 3. af Frankrig fra 1574 til sin død i 1589.

## Dødsfald
- 21. januar - Stygge Krumpen, dansk biskop (født 1485)